# Stoke Holy Cross
Stoke Holy Cross – wieś w Anglii, w hrabstwie Norfolk, w dystrykcie South Norfolk. Leży 7 km na południe od Norwich i 153 km na północny wschód od Londynu. Miejscowość liczy 1568 mieszkańców.